# Торсуев, Юрий Владимирович
Ю́рий Влади́мирович Торсу́ев (27 сентября 1929, Днепропетровск — 16 мая 2003, Москва) — советский общественный деятель, редактор и издатель. Кандидат философских наук.

## Биография
Родился 27 сентября 1929 года в Днепропетровске в семье горного инженера Владимира Торсуева и Ольги Тихоновны Торсуевой (1904—1991). Предки — купцы Торсуевы в Нижнем Новгороде, имевшие лавки на главной улице города, Рождественской.
В 1950 году окончил Днепропетровский металлургический институт. В том же году стал первым секретарем Октябрьского районного комитета Ленинского коммунистического союза молодёжи Украины в Днепропетровске. В 1960 году стал секретарём центрального комитета ЛКСМ Украины, в 1962—1970 годах был секретарём центрального комитета всесоюзного ЛКСМ, руководил движением «Комсомольский прожектор», по его инициативе был учреждён фестиваль «Красная гвоздика», была создана одна из первых в СССР группа социологических исследований. С его деятельностью было связано строительство горно-обогатительного комбината в Криворожском бассейне, Братской гидроэлектростанции. Был участником Всемирных фестивалей молодёжи и студентов в 1957 году в Москве, в 1959 году в Вене, в 1962 году в Хельсинки, в 1968 году в Софии.
В 1970—1975 годах был главным редактором издательства «Прогресс». С его деятельностью было связано строительство нового здания издательства на Зубовской площади. Был уволен за то, что взял на должность заведующим редакцией диссидента Л. В. Карпинского. В 1975—1978 годах был руководителем созданной по его инициативе Генеральной дирекции международных книжных выставок и ярмарок, учредившей Московскую международную книжную выставку-ярмарку. В 1978—1985 годах был главным редактором издательства «Планета». Был главой Общества советско-вьетнамской дружбы.
В 1985 году стал руководителем Всесоюзной книжной палаты. В 1987 году по его инициативе было создано научно-производственное объединение «Всесоюзная книжная палата». С его деятельностью было связано строительство двух новых зданий Государственного архива печати в Можайске, реставрация Красных палат. В 1992 году по его инициативе был подготовлен указ Президента Российской Федерации «О Российской книжной палате», согласно которому она сохранилась как «центр государственной библиографии, архивного хранения изданий, статистики печати, международной стандартной нумерации произведений печати и научных исследований в области книжного дела». В 1996 году стал главным специалистом-консультантом Российской книжной палаты.
В 1994 году по его инициативе была создана общероссийская общественная организация «Российские учёные социалистической ориентации». В 1995 году баллотировался в Государственную Думу по списку Партии самоуправления трудящихся, который не прошёл процентного барьера.
Умер 16 мая 2003 года на 74-м году жизни в Москве. Похоронен в одной могиле с матерью на Хованском кладбище (северная территория, участок № 205в).

### Семья
- Жена — Ольга Дмитриевна Торсуева (род. 1929)[3], экономист.
  - Сын — Юрий Юрьевич Торсуев (род. 1966), актёр.
    - Внук — Никита Юрьевич Торсуев (род. 2003).
    - Внучка — Анастасия[когда?].

  - Сын — Владимир Юрьевич Торсуев (род. 1966), актёр.
    - Внучка — Елизавета Владимировна Торсуева (род. 2007).

## Награды
- Орден «Знак почёта».
- Орден «Знак почёта».
- Заслуженный работник культуры РСФСР[4].